# Vargas & Lagola
Vargas & Lagola és un duo de música suec, compost per Salem Al Fakir (Huddinge, 27 d'Octubre del 1981) i Vincent Pontare (Solna, 19 de Maig de 1980). Tot i que tots dos músics ja havien treballat en un nombre considerable de projectes junts, van començar a publicar sota aquest nom l'any 2017. A banda de cançons originals, també han publicat les seves versions de dos de les cançons d'Axwell /\ Ingrosso que Al Fakir i Pontare van co-compondre: More Than You Know i Sun is Shining. En el cas de la primera, no són ells qui la canta en la versió final d'Axwell i Sebastian Ingrosso, tot i que sí que van cantar-la en directe abans del seu llançament a l'edició del 2015 de Coachella. En canvi, sí que són els vocalistes de la versió original de Sun Is Shining. També han col·laborat fins un total d'en quatre cançons d'Avicii: en primer lloc a Friend of Mine, inclosa dins l'EP Avici01 i més tard en tres cançons del seu àlbum pòstum Tim: Tough Love (que va ser llançada com a senzill), Excuse me Mr Sir i Peace Of Mind.
Fins al moment només han anat publicant senzills, però per l'edició del 2019 del Record Store Day, van publicar un vinil d'edició limitada, que recollia tots els seus senzills fins a Selfish.

## Discografia

### Senzills com a artista principal

#### 2017
Rolling Stone
Dolores (The Awakening)
As Long As I Have To
Sun Is Shining (Band of Gold)
More Than You Know (Acoustic) (feat. Agnes)

#### 2018
Roads
Selfish

#### 2019
Since ’99
Forgot To Be Your Lover

### Col·laboracions
Avicii feat. Vargas & Lagola - Friend of Mine (2017)
Petter feat. Vargas & Lagola - Lev nu dö sen (2018)
Avicii feat. Agnes Carlsson, Vargas & Lagola - Tough Love (2019)
Avicii feat. Vargas & Lagola - Peace of Mine (2019)
Avicii feat. Vargas & Lagola - Excuse me mr Sir (2019)
Seinabo Sey, Vargas & Lagola - Shores (2019)